# Nanori
En japonais, la lecture nanori, ou nanori yomi (名乗り読み), des kanjis (caractères chinois) s'utilise pour la lecture des noms propres. Ils sont par exemple utilisés pour le nom des personnes, ceux des villes, des lacs, etc.